# فورده (نروژ)
فورده (به لاتین: Førde) یک شهرک در نروژ است که در سون اوگ فیوردانه واقع شده‌است.

## خصوصیات
فورده ۵٫۵۸ کیلومترمربع مساحت و ۱۰٬۰۹۹ نفر جمعیت دارد و ۴ متر بالاتر از سطح دریا واقع شده‌است.

## نگارخانه

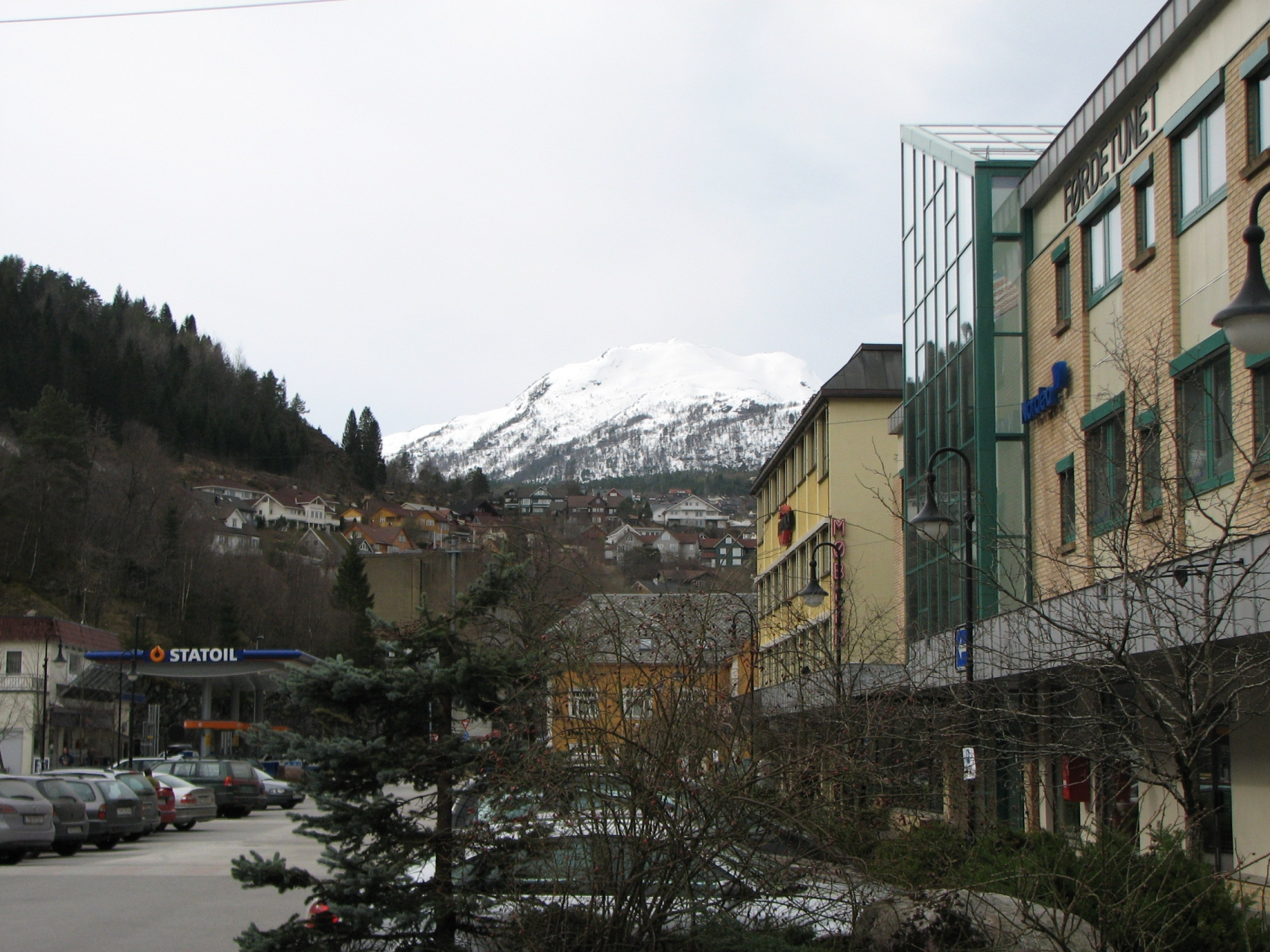
The town of Førde
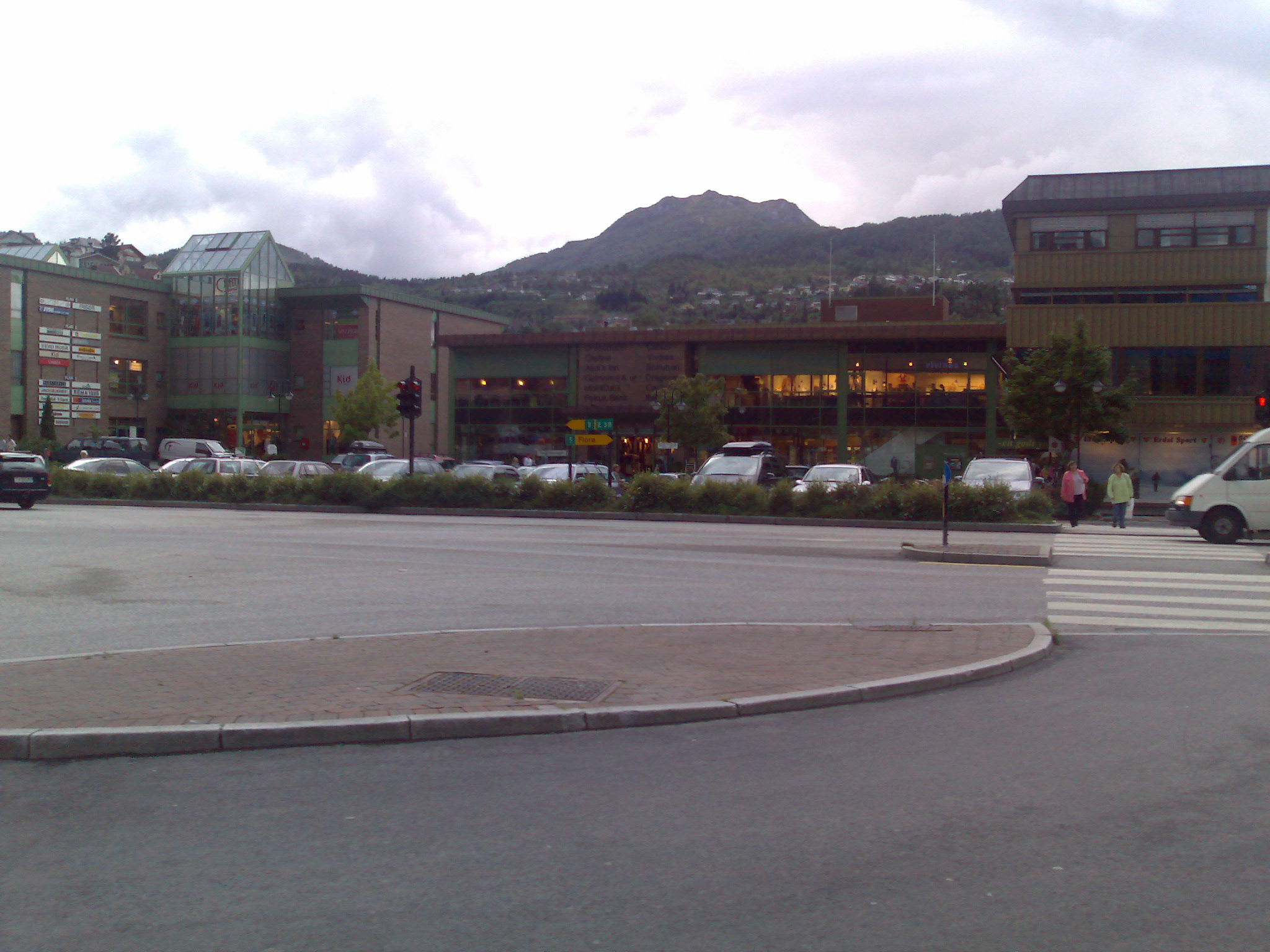
Downtown Førde
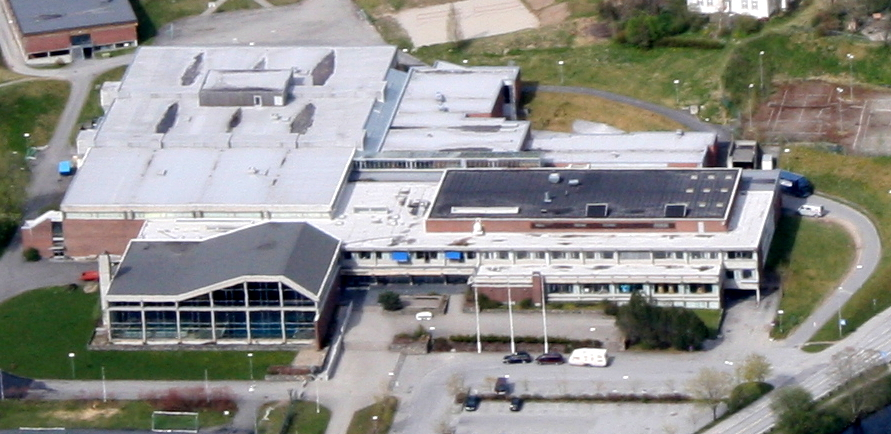
Førdehuset, a regional cultural centre
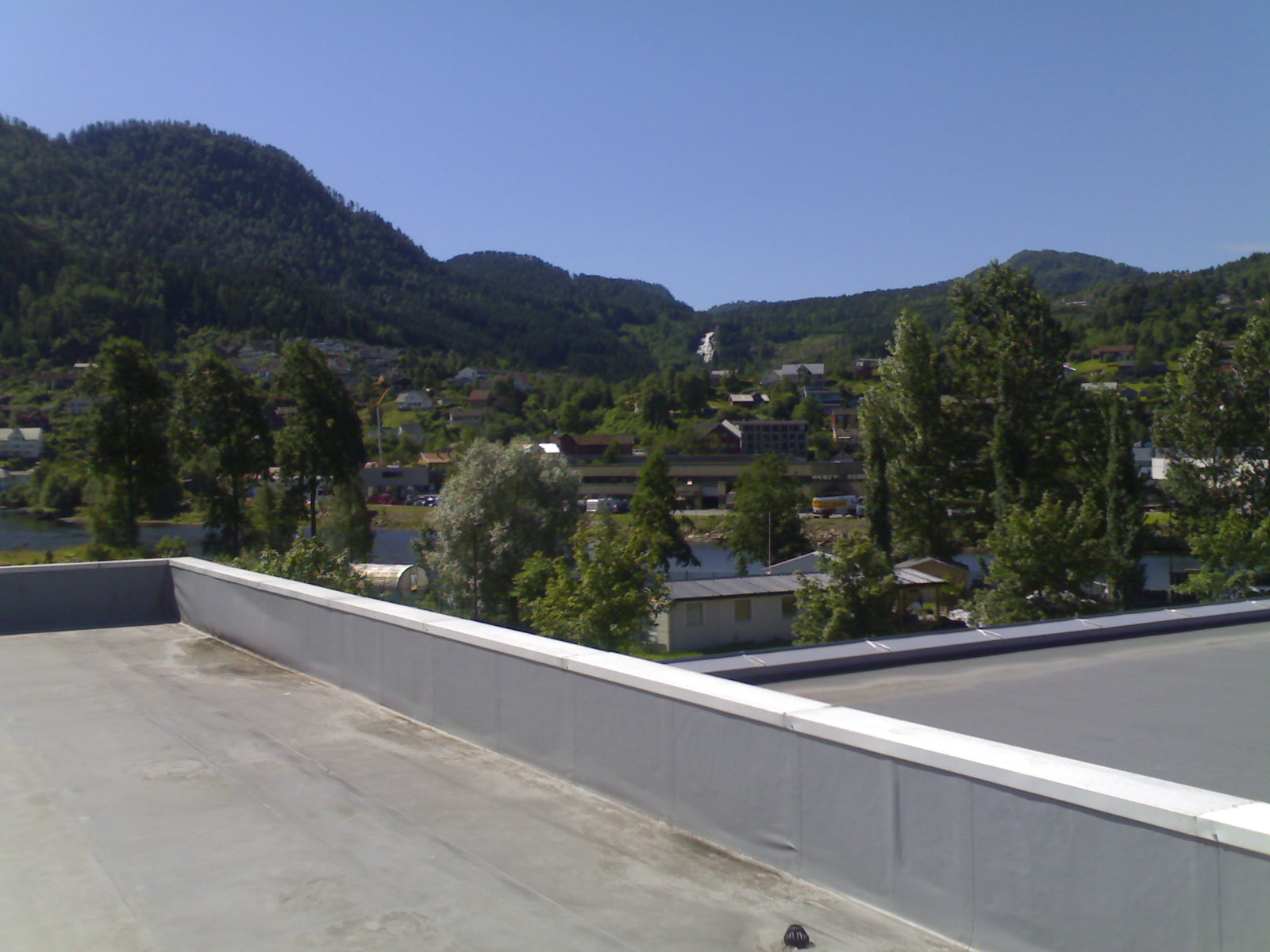
View of a residential area